# ماگدالنا جتلووا

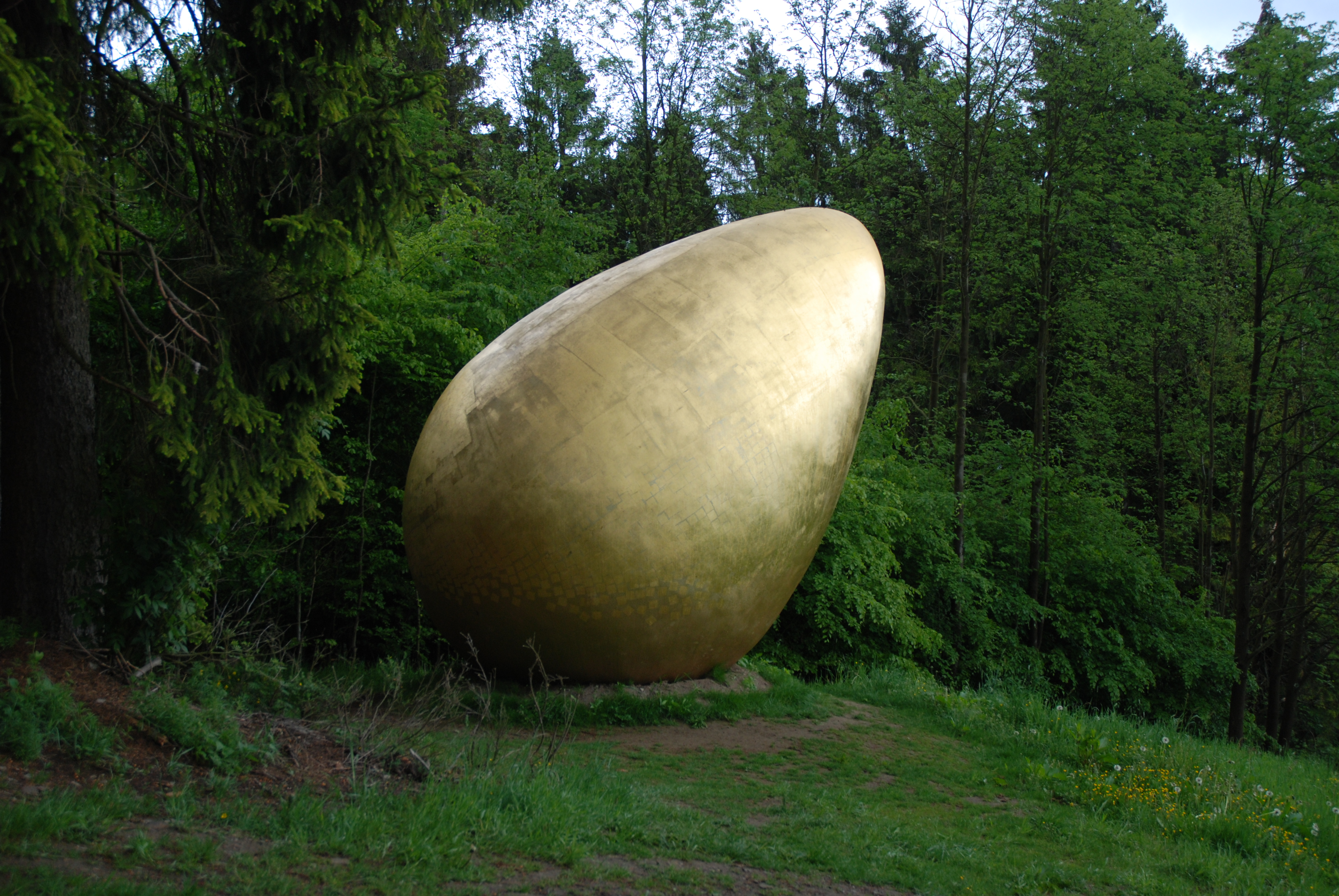
نمونه‌ای از آثار جتلووا

ماگدالنا جِتِلووا (چکی: Magdalena Jetelová؛ زادهٔ ۱۹۴۶) هنرمند چیدمان و هنر زمین چکی-آلمانی است. او بسیار از بهار پراگ الهام گرفته است و دو چیدمان مهمش میز (۱۹۸۷) و صندلی (۱۹۸۸) نام دارند.